# Csaba
A Csaba régi magyar személynév. Egyes források szerint török eredetű lehet, és a jelentése: pásztor, kóborló, újabban az ajándék jelentése is felmerült. A név felbukkan a kora középkori eredetű magyar mondavilágban is, Csaba királyfi alakjában, akit Attila fiaként tart számon a hagyomány. A nevet a 19. században fedezték fel újra, Vörösmarty Mihály és Arany János művei nyomán lett népszerű. Egyes kutatók – és az általános iskolai tankönyvek – szerint a csaba szó megegyezik a hun eredetű csobán méltóságnévvel.
A mai török nyelvben a çaba és caba (ejtsd csaba és dzsaba) szavak poliszemantikusak, jelentéseik bármelyike megfelelne a mondabeli királyfi nevének: erőfeszítés, törekvés, szándék, küzdelem, támadás, szorgalom, bátorság, lelkierő, fáradhatatlanság.

## Rokon nevek
- Csobád:[1] régi magyar személynév, a Csaba -d kicsinyítőképzős származéka.[6]

## Gyakorisága
A Csaba a középkorban nem volt gyakori név. Már majdnem feledésbe merült, amikor Vörösmarty felelevenítette az 1824-ben megjelent Csaba szerelme című versében, de ennek hatására sem terjedt el. Népszerű csak a 20. század második felében lett, 1967-ben 2690-en kapták ezt a nevet, amivel a 12. leggyakrabban adott férfinévvé vált, az 1980-as években a 14. volt.
Az 1990-es években a Csaba igen gyakori név, a Csobád szórványosan fordult elő, a 2000-es években a Csaba 34-40. leggyakoribb férfinév, a Csobád nem szerepel a 100 leggyakoribb férfinév között.

## Névnapok
- április 12.[4]
- április 24.[4]
- július 6.[4]
- október 6.[4]
- december 5.[4]

## Híres Csabák és Csobádok
- Anghi Csaba zoológus
- Bartók Csaba válogatott kézilabdázó
- Bogdán Csaba  gitáros, zeneszerző
- Böjte Csaba ferences rendi szerzetes
- Csaba királyfi, Attila fia, mondai alak
- Csizmadia Csaba válogatott labdarúgó
- Debreczeny Csaba színész
- Dobó Csaba író, újságíró, szegedi labdarúgó, kapuslegenda[9]
- Fenyvesi Csaba háromszoros olimpiai bajnok vívó, orvos, rákkutató
- Giczy Csaba olimpiai ezüstérmes, háromszoros világbajnok kajakozó
- Hegedűs Csaba olimpiai bajnok birkózó
- Hende Csaba politikus
- Hetessy Csaba zeneszerző
- Horváth Csaba politikus, 2002–06 között Budapest II. kerületének, 2019-től Budapest XIV. kerületének polgármestere
- Jakab Csaba színész
- Kállai Csaba országos cigányvajda
- Máli Csaba rajzfilmrendező
- Máté Csaba labdarúgó, edző
- Molnár Csaba színész
- Molnár Csaba politikus
- Pindroch Csaba színész
- Siklós Csaba közlekedésmérnök, volt miniszter
- Szegedi Csaba festőművész
- Szegedi Csaba operaénekes
- Székely Csaba író
- Tihanyi-Tóth Csaba színész
- Tokaji Csaba színész
- Varga Csaba rajzfilmrendező, írás- és nyelvkutató
- Vastag Csaba énekes, az első magyar X-faktor győztese

## Egyéb Csabák és Csobádok

### Földrajzi névként
- Békéscsaba Békés vármegye székhelye
- Csabacsűd, Csabaszabadi település Békés vármegyében
- Csabaháza, település Szlovákiában
- Bálványoscsaba
- Piliscsaba település Pest vármegyében
- Rákoscsaba Budapest városrésze
- Hejőcsaba Miskolc városrésze
- Csobád, település Borsod-Abaúj-Zemplén vármegyében

### Az irodalomban
- Csaba-monda
- Csaba-trilógia, Arany János műve
- Csaba, Wass Albert műve

### Egyéb
- Akkor jön vissza, amikor Csaba Görögországból, mondták arra,  aki sose jön vissza.[2]
- Csaba Center, békéscsabai bevásárlóközpont
- csabagyöngye, szőlőfajta
- csabai kolbász, hungarikum
- csabaíre, gyógynövény